# Megachile catamarcensis
Megachile catamarcensis är en biart som beskrevs av Carlos Schrottky 1908. Megachile catamarcensis ingår i släktet tapetserarbin, och familjen buksamlarbin. Inga underarter finns listade i Catalogue of Life.